# Klippan
Klippan este un oraș în Suedia.

## Demografie
| \| Evoluția demografică a zonei urbane Klippan, 1970–2015 \| Evoluția demografică a zonei urbane Klippan, 1970–2015 \| Evoluția demografică a zonei urbane Klippan, 1970–2015 \| Evoluția demografică a zonei urbane Klippan, 1970–2015 \| Evoluția demografică a zonei urbane Klippan, 1970–2015 \| \| --------------------------------------------------------------------------------------- \| ------------------------------------------------------ \| ------------------------------------------------------ \| ------------------------------------------------------ \| ------------------------------------------------------ \| \| An \| \| \| Locuitori \| \| \| 1970 \| 1970 \| \| 7.038 \| 7.038 \| \| 1975 \| 1975 \| \| 7.762 \| 7.762 \| \| 1980 \| 1980 \| \| 8.053 \| 8.053 \| \| 1990 \| 1990 \| \| 7.922 \| 7.922 \| \| 1995 \| 1995 \| \| 7.920 \| 7.920 \| \| 2000 \| 2000 \| \| 7.405 \| 7.405 \| \| 2005 \| 2005 \| \| 7.778 \| 7.778 \| \| 2010 \| 2010 \| \| 8.116 \| 8.116 \| \| 2015 \| 2015 \| \| 8.411 \| 8.411 \| \| Sursa: SCB - Statistika Centralbyrån, Folkmängden per tätort. Vart femte år 1960 - 2016 \| \| \| \| \| |      |  |           |       |
| Evoluția demografică a zonei urbane Klippan, 1970–2015 |      |  |           |       |
| An |      |  | Locuitori |       |
| 1970 | 1970 |  | 7.038     | 7.038 |
| 1975 | 1975 |  | 7.762     | 7.762 |
| 1980 | 1980 |  | 8.053     | 8.053 |
| 1990 | 1990 |  | 7.922     | 7.922 |
| 1995 | 1995 |  | 7.920     | 7.920 |
| 2000 | 2000 |  | 7.405     | 7.405 |
| 2005 | 2005 |  | 7.778     | 7.778 |
| 2010 | 2010 |  | 8.116     | 8.116 |
| 2015 | 2015 |  | 8.411     | 8.411 |
| Sursa: SCB - Statistika Centralbyrån, Folkmängden per tätort. Vart femte år 1960 - 2016 |      |  |           |       |